# Volkswagen Tayron
La Volkswagen Tayron è un'autovettura SUV di fascia media prodotta a partire dal 2018 dalla Volkswagen. Originariamente un targa per il mercato cinese prodotto da FAW-Volkswagen dal 2018, dal modello di seconda generazione la Tayron diventerà un marchio globale a partire dal 2024 per sostituire la Tiguan Allspace (una versione a passo lungo della Tiguan Mk2 con sedili a tre file opzionali).

## Descrizione
Un esemplare pre-serie della vettura è stato presentato durante la première della Volkswagen Touareg III a marzo 2018. Al salone di Chengdu a settembre 2018, la Volkswagen ha presentato la versione di produzione. Le vendite in Cina sono iniziate il 22 ottobre 2018.
La Tayron viene costruita attraverso una joint venture tra la FAW-Volkswagen. Le motorizzazioni disponibili sono due benzina quattro cilindri turbocompressi da 1,4 e 2,0 litri TSI, abbinati a un cambio a doppia frizione a sette marce.